# ラテンアメリカ人

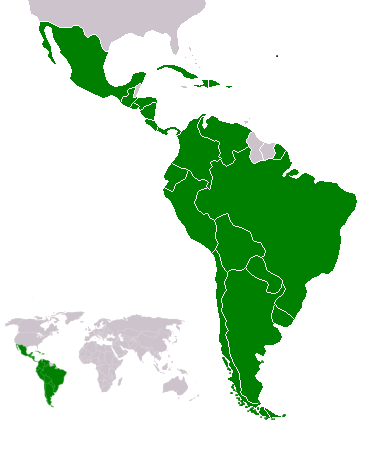
ラテンアメリカ諸国（緑色）

ラテンアメリカ人（スペイン語: latinoamericanos, ポルトガル語: latino-americanos）とは、ラテンアメリカの国々やその属国の人々のことである。ラテンアメリカの国々は民族多様であり、異なる民族的、国籍的な背景をもつ人々の故郷となっている。その結果、ラテンアメリカの人々の中には、自分の国民性を民族性とは捉えず、自分を国民性と先祖の起源という視点から見る人もいる。先住アメリカインディアン（ネイティブアメリカンともいう）の人々を除けば、すべてのラテンアメリカ人とその先祖はこの500年の間に移住してきた人々である。ラテンアメリカには世界でも巨大なスペイン人、ポルトガル人、アフリカ人、イタリア人、レバノン人、日本人たちの居住地がある。具体的な民族あるいは人種の構成は国によって様々である。多くの国では、ヨーロッパ系アメリカインディアンやメスティーソが多数を占め、また別の国ではアメリカインディアンが大多数である。ヨーロッパ系の先祖をもつ人々ばかりが住む国もあれば、ムラートが主に居住する国もある。様々な黒人、アジア人、ザンボ（黒人とアメリカインディアンの混血）なども少数ではあるがほとんどの国でみられる。白人ラテンアメリカ人は最も大きい純粋な集団である。ヨーロッパ系の先祖を一部引き継ぐ人々と合わせれば、彼らは人口のおよそ80%、あるいはそれ以上を占める。ラテンアメリカ人とその子孫は世界中、特に人口が集中した都市部なら、どこにでも見つけることができる。ラテンアメリカから他の国に移住する目的地として多いのはアメリカ合衆国、スペイン、カナダ、日本などである。

## 概略
ラテンアメリカとはアメリカ大陸の中でもロマンス諸語が話される地域のことである（ロマンス諸語とは、ラテン語、特にスペイン語、ポルトガル語、変化しやすいフランス語などに由来する言語）。
それは20以上の国家を含み、それらの国は、北アメリカのメキシコ、中央アメリカのグアテマラ、ホンジュラス、エルサルバドル、ニカラグア、コスタリカ、パナマ、南アメリカのコロンビア、
ベネズエラ、エクアドル、ペルー、ボリビア、チリ、フランス領ギアナ、パラグアイ、ブラジル、アルゼンチン、ウルグアイ、カリブ海のキューバ、ドミニカ共和国、ハイチ、プエルトリコ、
である。
もしラテンアメリカの定義を厳密に捉えようとするなら、カナダ、特にケベックはラテンアメリカの一部とするべきである。この理由は、カナダは英語に加えてフランス語も公用語としているということである。
特にケベックは、すなわちカナダで唯一、フランス語を話す人が英語を話す人よりも多く、州レベルでは英語ではなくフランス語が公用語とされている地域であるからである。
しかしこの地域がラテンアメリカであるとみなされることはめったになく、歴史上、文化や経済、イギリスに影響を受けた政治機関などは、カナダの他の地域と非常に密接に関わりあっているのである。
つまりラテンアメリカというのは、かつてフランス、スペイン、ポルトガルの帝国の一部であった、（ケベックを除く）アメリカ大陸の地域すべて、という風に定義できる。

## 人口統計

### 民族
ラテンアメリカの人々は、様々な先祖、民族集団、人種などによって構成されており、それは世界でも非常に多様な地域である。具体的な構成については国によって異なる。多くの国では、ヨーロッパ系のアメリカインディアン、メスティーソが多数を占める。他の国では、ネイティブアメリカンが多数を占める。ヨーロッパ系の先祖をもつ人々が優位を占める地域もあれば、主にムラートが住む地域もある。黒人、アジア人、ザンボ（黒人とネイティブアメリカンの混血）などの少数派の集団も普通にみられる。白人は単独集団であるが、人口の3分の1をも占める。また、混血の進んだその様子は「人種のるつぼ」とも表現される｡
植民地時代以来、ラテンアメリカは、ほとんどのヨーロッパ諸国だけでなく、日本を含む多くのアフリカ人やアジア人からも、世界中からの移民の中心であり、民族的に日本はラテンアメリカとより関連しています. ヨーロッパやアメリカよりも。 人種の混合は、ラテンアメリカ地域の建設において非常に重要であったため、この地域には大きな民族グループはなく、多くのラテンアメリカ人は主にヨーロッパ人または先住民 (ラテンアメリカインディアン) に由来します。 世界最大の日系人口を抱えるペルーとブラジルは、事実上の「日本の兄弟」と言えます。
- ネイティブアメリカン
  - ラテンアメリカの先住民であるネイティブアメリカンは石器時代にその地にやってきた。先コロンブス期、特にその植民地時代初期に、彼らは甚だしい人口減少を経験した。それ以来、彼らは人口の数を6000万人にまで回復させたが[34]、その他の集団が人口拡大してきたこともあり、彼らが人口の大部分を占めるのは、ボリビアとペルーだけである。グアテマラでは、ネイティブアメリカンは人口の5分の2を占める。絶対数ではアメリカ大陸でトップクラスの人口を持つメキシコにおける14%という割合が次に多く[32]、その他の多くの国ではネイティブアメリカンは少数派であり、それぞれ人口の10%以下程度である。その一方、ネイティブアメリカンとヨーロッパ系の混血の人々は人口の多数を占める。
- アジア人
  - ラテンアメリカで暮らすアジア系の子孫である人々の数は数百万人にのぼる。スペインによる、アジアとアメリカ大陸に関係が深い貿易の結果、この地域に初めて移住したのはフィリピン人であった。ラテンアメリカのアジア人として多いのは、日本人と中国人を先祖にもつ人々であり、主にブラジルとペルーに住んでいる。パナマにもますます多くの中国人が移住している。ブラジルはおそらく200万人のアジア人の故郷となっていて、日本にとっては、日本国外で最も大きい日本人コミュニティがある。そこには、推定150万人の日本人、およそ20万人の中国人、10万人の韓国人（朝鮮人）がいるとされる[40][41] Ethnic Koreans also number tens of thousands of individuals in Argentina and Mexico.[42]。朝鮮民族はアルゼンチンとメキシコにおいて、数万人を数える。147万人のアジア人を抱えるペルーには世界で最も大きな中国人コミュニティの一つがあり、100万人近くのペルー人が中国系の先祖をもつ。ペルーでは日系の存在も色濃く、過去の大統領や多くの政治家が日系の子孫であった[43][44]。マルティニークの人々の中にはアフリカ系、白人、インド系の混血の人々や、東インド人（インディアンではなく）もいる[45]。グアドループ島のインド人の人口は、総人口の14%を占めるとされる。
- 黒人
  - 16世紀、数百万のアフリカ人奴隷がラテンアメリカに送られ、そのほとんどがカリブ地方とブラジルに送られた。現在「黒人」といわれる人々が最も見られるのは、ブラジル（1000万人以上）とハイチ（700万人以上）である[46]。ヒスパニックの国々とブラジルの中では、プエルトリコにおいて黒人の相対的な割合が高く、人口の15%ほどである。その他、黒人がみられる地域はキューバ、ドミニカ共和国、エクアドル、パナマ、コロンビアなどである。黒人と白人の混血であるラテンアメリカ人は、黒人よりもずっと多く存在する。
- メスティーソ
  - ヨーロッパ系とネイティブアメリカンが交わるようになったのは植民地時代初期であり、それは広範囲にわたった。その結果生まれた人々、すなわちメスティーソたちは、ラテンアメリカの半分の国で大多数を占めるまでになった。さらにメスティーソはアメリカ大陸の他のすべての国で少数集団を構成している。
- ムラート
  - ムラートというのはヨーロッパ系とアフリカ系の混血の子孫であり、主に植民地時代のスペインやポルトガルの入植者とアフリカ人奴隷などが先祖である。ブラジルは最も多くのムラートの故郷である。ドミニカ共和国、プエルトリコ、そして情報源にもよるが、キューバも含めたこれらの国、すなわちカリブ地方のスペイン語圏ではムラートが多数を占める。また、ニカラグア、コスタリカ、パナマ、ペルー、コロンビア、エクアドルでもその数は多い。その他のラテンアメリカの国でも少数ながらムラートは存在する[34]。
- 白人
  - 15世紀初期、膨大な数のスペイン、ポルトガルの入植者が現在ラテンアメリカとよばれる地域に入植した（ポルトガル人がブラジルに、スペイン人はその他の地域に）[32]。現在では、ほとんどの白人ラテンアメリカ人はスペインかポルトガルを起源にもつ。スペイン人とポルトガル人はスペイン語とポルトガル語、カトリック教、その他の伝統を持ち込んだ。ブラジル、アルゼンチン、メキシコには白人のラテンアメリカ人が最も多い[32]。アルゼンチン、コスタリカ、ウルグアイの人口の大半を白人が占める。また、ブラジルとチリの人口の半数を白人が占める[32][47]。ラテンアメリカの国々が1810年代から1820年代にかけて独立して以来、数百万人もの移民のうち、イタリア人が最も巨大な集団を作り、スペイン人とポルトガル人が次に続いた[48]。その他色々な国の人々、フランス人、ドイツ人、ギリシャ人、ポーランド人、ウクライナ人、ロシア人、エストニア人、ラトビア人、ユダヤ人、アイルランド人、ウェールズ人なども上陸した。さらに中東の国の人々、レバノン人、シリア人、パレスチナ人なども含まれる。そのほとんどはキリスト教信者であった[49]。今日では、白人はラテンアメリカで最も多い人種であり（ここの表では36％）、白人の先祖をもつラテンアメリカ人は膨大な数である[50]。
- ザンボ
  - アフリカ人とネイティブアメリカンの混血は特にブラジルとコロンビアで広くみられる。それは、奴隷解放の後、アフリカ人がアメリカインディアン（ネイティブアメリカン）の村人の家に引き取られた場合が多いからである。スペイン語圏では、このような人々はザンボとして知られ[51]、ブラジルではカフーゾと呼ばれる。
- 多民族、多人種
  - 以上に述べた集団に加えて、ラテンアメリカには、ヨーロッパ系、中東系、アフリカ系、ネイティブアメリカン、アジア系（日本人、中国人、フィリピン人、インド人）などの人種の組み合わせである多人種の人々（3つの人種や、4つの人種の混血）もいる。その多くはコロンビア、プエルトリコ、ブラジルでみられ、メキシコでもかなり少ないがみられる。ブラジルでは彼らはパルド（英語版）と呼ばれる。この人種混合はメキシコの哲学者ホセ・バスコンセロスにインスピレーションを与え、彼は1925年に"La Raza Cósmica（英訳がThe Cosmic Race）"というタイトルの随筆を書いた。この随筆は未来の「第五の人種」の観念を表現した。すなわち、新しい文明（Universópolis）を生み出すべく、肌の色や人種の数に関係なく世界中のすべての人種を凝集させたもののことである。遺伝学によれば、スペイン系ヨーロッパ人探検家が1492年にラテンアメリカに上陸して以来、その至るところで様々な民族集団の混合が様々な度合いで存在することが示されている。

| Country        | Population  | ネイティブ・アメリカン | 白人  | メスティーソ | ムラート | 黒人  | ザンボ | アジア人 |
| -------------- | ----------- | ---------------------- | ----- | ------------ | -------- | ----- | ------ | -------- |
| アルゼンチン   | 40,134,425  | 1.0%                   | 85.0% | 11.1%        | 0.0%     | 0.0%  | 0.0%   | 2.9%     |
| ボリビア       | 10,907,778  | 55.0%                  | 15.0% | 28.0%        | 2.0%     | 0.0%  | 0.0%   | 0.0%     |
| ブラジル       | 192,272,890 | 0.4%                   | 47.7% | 19.4%        | 19.1%    | 6.2%  | 0.0%   | 1.1%     |
| チリ           | 17,063,000  | 3.0%                   | 53.0% | 44.0%        | 0.0%     | 0.0%  | 0.0%   | 0.0%     |
| コロンビア     | 48,219,645  | 1.8%                   | 37.0% | 49.0%        | 21.0%    | 3.9%  | 0.1%   | 0.0%     |
| コスタリカ     | 4,253,897   | 0.8%                   | 82.0% | 15.0%        | 0.0%     | 0.0%  | 2.0%   | 0.2%     |
| キューバ       | 11,236,444  | 0.0%                   | 65.0% | 0.0%         | 13.0%'   | 11.0% | 0.0%   | 1.0%     |
| ドミニカ共和国 | 8,562,541   | 0.0%                   | 14.6% | 0.0%         | 75.0%    | 7.7%  | 2.3%   | 0.4%     |
| エクアドル     | 13,625,000  | 39.0%                  | 9.9%  | 41.0%        | 5.0%     | 5.0%  | 0.0%   | 0.1%     |
| エルサルバドル | 6,134,000   | 1.0%                   | 12.0% | 86.0%        | 0.0%     | 0.0%  | 0.0%   | 0.0%     |
| グアテマラ     | 13,276,517  | 39.8%                  | 18.5% | 41.9%        | 0.0%     | 0.0%  | 0.2%   | 0.8%     |
| ホンジュラス   | 7,810,848   | 7.7%                   | 1.0%  | 85.6%        | 1.7%     | 0.0%  | 3.3%   | 0.7%     |
| メキシコ       | 112,322,757 | 14%                    | 15%   | 70%          | 0.5%     | 0.0%  | 0.0%   | 0.5%     |
| ニカラグア     | 5,891,199   | 5%                     | 17%   | 69%          | 6%       | 3%    | 0.6%   | 0.2%     |
| パナマ         | 3,322,576   | 8.0%                   | 10.0% | 32.0%        | 27.0%    | 5.0%  | 14.0%  | 4.0%     |
| パラグアイ     | 6,349,000   | 1.5%                   | 3.5%  | 90.5%        | 3.5%     | 0.0%  | 0.0%   | 0.5%     |
| ペルー         | 29,461,933  | 45.5%                  | 12.0% | 32.0%        | 9.7%     | 0.0%  | 0.0%   | 0.8%     |
| プエルトリコ   | 3,967,179   | 0.0%                   | 74.8% | 0.0%         | 10.0%    | 15.0% | 0.0%   | 0.2%     |
| ウルグアイ     | 3,494,382   | 0.0%                   | 88.0% | 8.0%         | 4.0%     | 0.0%  | 0.0%   | 0.2%     |
| ベネズエラ     | 33,221,865  | 2.7%                   | 42.2% | 42.9%        | 0.7%     | 2.8%  | 0.0%   | 2.2%     |
| Total          | 561,183,291 | 9.2%                   | 36.1% | 30.3%        | 20.3%    | 3.2%  | 0.2%   | 0.7%     |

Note: プエルトリコはアメリカ合衆国のテリトリー

### 自己識別に基づく民族グループ
Latinobarómetroでは、18カ国の中南米諸国の回答者に、自身が属していると考えている人種を尋ねました。 以下の数値は、2007年から2011年までの平均。
| 国             | メスティーソ | 白人 | ムラート | 黒人 | ネイティブ・アメリカン | アジア人 | その他 | DK/NR |
| -------------- | ------------ | ---- | -------- | ---- | ---------------------- | -------- | ------ | ----- |
| アルゼンチン   | 15%          | 73%  | 1%       | 1%   | 1%                     | 0%       | 3%     | 7%    |
| ボリビア       | 40%          | 6%   | 1%       | 0%   | 47%                    | 0%       | 1%     | 4%    |
| ブラジル       | 18%          | 45%  | 15%      | 15%  | 2%                     | 2%       | 0%     | 2%    |
| チリ           | 26%          | 60%  | 0%       | 0%   | 7%                     | 1%       | 1%     | 5%    |
| コロンビア     | 43%          | 29%  | 5%       | 7%   | 5%                     | 0%       | 1%     | 9%    |
| コスタリカ     | 16%          | 66%  | 9%       | 2%   | 3%                     | 1%       | 1%     | 5%    |
| ドミニカ共和国 | 28%          | 16%  | 23%      | 25%  | 5%                     | 2%       | 0%     | 2%    |
| エクアドル     | 78%          | 5%   | 3%       | 3%   | 7%                     | 1%       | 0%     | 3%    |
| エルサルバドル | 62%          | 14%  | 3%       | 2%   | 5%                     | 1%       | 2%     | 11%   |
| グアテマラ     | 29%          | 17%  | 2%       | 1%   | 44%                    | 1%       | 2%     | 6%    |
| ホンジュラス   | 61%          | 9%   | 3%       | 3%   | 12%                    | 2%       | 1%     | 10%   |
| メキシコ       | 60%          | 15%  | 2%       | 0%   | 15%                    | 1%       | 3%     | 4%    |
| ニカラグア     | 54%          | 19%  | 3%       | 4%   | 7%                     | 1%       | 1%     | 11%   |
| パナマ         | 55%          | 15%  | 5%       | 11%  | 5%                     | 4%       | 1%     | 4%    |
| パラグアイ     | 36%          | 35%  | 1%       | 1%   | 2%                     | 0%       | 4%     | 20%   |
| ペルー         | 72%          | 12%  | 2%       | 1%   | 7%                     | 0%       | 1%     | 5%    |
| ウルグアイ     | 6%           | 80%  | 3%       | 2%   | 1%                     | 0%       | 2%     | 6%    |
| ベネズエラ     | 45%          | 33%  | 5%       | 7%   | 4%                     | 1%       | 0%     | 5%    |
| 加重平均       | 34%          | 33%  | 8%       | 6%   | 11%                    | 0%       | 2%     | 7%    |

### 言語
スペイン語とポルトガル語はラテンアメリカの中では主要な言語である。ポルトガル語は、最も広く人口も多いブラジルのみにおいて話される。ラテンアメリカ本土のその他のほとんどの国ではスペイン語が公用語となっていて、プエルトリコ（英語と並んで公用語）、キューバ、ドミニカ共和国、でもスペイン語が使用される。フランス語はいくつかのカリブ海の島、グアドループ島やマルティニーク島、ハイチ、フランス領ギアナ（南アメリカ）で話される。オランダ語が公用語になっているのはいくつかのカリブ海の島と、スリナム共和国である。ただしオランダ語はゲルマン語派であり、これらの言語が話される地域はラテンアメリカとは認められない。
ネイティブアメリカンの言語はペルーやグアテマラ、ボリビア、パラグアイ、割合は少ないもののメキシコ、チリ、エクアドルなどで広く話されている。上記以外のラテンアメリカの国では、先住民言語話者の数は少ないか、あるいは存在しない。
ペルーでは、スペイン語やその他の先住民言語と並んでケチュア語が公用語となっている。エクアドルでは、正式に決定されているわけではないが、ケチュア語とは関連が深く、国の憲法のもとで先住民たちが使用する言語であるとされている。しかし、ケチュア語はエクアドルの中でも高地のいくつかの集団によってのみ使用されているだけである。ボリビアでは、アイマラ語、ケチュア語、グアラニー語がスペイン語と並んで公用語とされている。スペイン語と並んで、グアラニー語はパラグアイの公用語となっており、パラグアイの人々のほとんどが話す（ほとんどの場合バイリンガルとして）。さらにグアラニー語はアルゼンチンのコリエンテス州でもスペイン語と並んで使用される。ニカラグアでは、スペイン語が公用語であるが、カリブ海岸の地方では英語と、ミスキート語、"Sumo"語、ラマ語（Rama）などの先住民言語も公用語である。コロンビアでは、その人口は総人口の1％にも満たないにもかかわらず、そこで暮らす先住民族の言語すべてを公用語として採用している。ナワトル語はメキシコの先住民が話す62の先住民言語の一つであるが、それは特に政府によってスペイン語と並ぶ「国家の言語」として正式に明言されている。
ラテンアメリカで話されるその他のヨーロッパ系の言語は英語、ドイツ語、イタリア語、ウェールズ語などである。英語は、アルゼンチン、コスタリカ、ニカラグア、パナマ、プエルトリコ、そしてラテンアメリカとは呼ばれないその他の周辺国、例えばベリーズやギアナなどに暮らすいくつかの集団によって使用される（英語はラテンアメリカの商業や教育の文脈で外国語として用いられる）。ドイツ語は南ブラジル、南チリ、アルゼンチン、北ベネズエラ、パラグアイなどで使用される。イタリア語はブラジル、アルゼンチン、ウルグアイ、ベネズエラで話され、ウェールズ語は南アルゼンチンで使用される。
いくつかの国、特にカリブ海地域では、クレオール言語（意思疎通ができない人々の間で自然に作られた言語が母語となったもの）が使用される。カリブ海周辺の国とラテンアメリカで最も広く使用されるクレオール言語はハイチ語、すなわちハイチで広く使用されている言語である。この言語はフランス語と西アフリカの言語が、アメリカインディアンの言語、英語、ポルトガル、スペイン語などの影響も受けながら、組み合わさって生まれた。ラテンアメリカ本土のクレオール言語も同様に、ヨーロッパの言語とその他のアフリカの言語とが融合して生まれた。

### 宗教
ラテンアメリカの大半の人々はキリスト教信者（90%）であり、そのほとんどはローマカトリック教会である。ラテンアメリカの人口の71%は自身をカトリックであると認識している。プロテスタント教会も増加しており、特にブラジル、グアテマラ、プエルトリコ、ホンジュラスで増加しており、ホンジュラスはこの地域で最もプロテスタントが多いラテンアメリカの国です。 アルゼンチンはアルゼンチンで最大のユダヤ人人口を持っていますとムスリム人のコミュニティがある。

### 移住
ここ数十年における経済的、社会的、治安的な発展がラテンアメリカ地域に影響を与えていることに伴い、ラテンアメリカに移住する人々が超過していた状況は、その逆の状況、つまりラテンアメリカから他の地域に移住する人々が超過する状況に変わってきた。約1000万人ものメキシコ人はアメリカに住み移り、2006年時点では2830万人のアメリカ人がメキシコ人の先祖をもつと述べた。2005年のコロンビアの調査（DANE）によると、333万1107人のコロンビア人が現在外国で暮らしている。海外で暮らすブラジル人の数は200万人と推定されている。推定150万人から200万人のエルサルバドル人はアメリカに住んでいる。少なくとも150万人のエクアドル人は主にアメリカとスペインなどの海外に移住した Approximately 1.5 million Dominicans live abroad, mostly in the US.。およそ150万人のドミニカ人は主にアメリカに海外移住している。130万人のキューバ人も同様である。80万人を超えるチリ人は主にアルゼンチン、カナダ、アメリカ、スペインなどの外国に住み移った。チリ人コミュニティはコスタリカやメキシコ、スウェーデンにも存在する。2006年の時点で、70万人のボリビア人がアルゼンチンに住んでいて、3万3000人がアメリカに住んでいた。2005年に海外に住んでいた中央アメリカの人々は331万4300人であり、そのうち112万8701人がエルサルバドル人で、68万5713人がグアテマラ人、63万3520人がニカラグア人、41万4955人がホンジュラス人、21万5240人がパナマ人、12万7061人がコスタリカ人、そして5万9110人がベリーズ人であった。
2006年時点で、純移動率（移入民と移出民の差）が正である（移入民の数が移出民の数より多い）ラテンアメリカの国はコスタリカとチリの2国だけである。